# Гшпанн, Йозеф Антон
Йозеф Антон Гшпанн (нем. Joseph Anton Gspann; 18 марта 1802, Мистельбах-ан-дер-Цайя — 1 января 1882, Мистельбах-ан-дер-Цайя) — австрийский музыкальный педагог и композитор.
Сын Антона Гшпанна, занимавшего место школьного учителя в Мистельбахе с 1797 года до своей смерти в 1823 году. Окончил в Вене учительский семинар в 1822 году и, сменив своего отца, в 1823—1861 гг. был школьным учителем и руководителем церковной музыки в своём родном городе. Утверждается, что Готфрид Прейер, друг юности Гшпанна, неоднократно предлагал ему перебраться в Вену, но тот неизменно выбирал свой родной город. Тем не менее, в 1840 году в венской Церкви Ам-Хоф была исполнена месса Гшпанна, одобрительно встреченная венской прессой. Среди учеников Гшпанна, сделавших в дальнейшем музыкальную карьеру, — Лаура Карер, посвятившая в одиннадцатилетнем возрасте своему первому учителю своё первое музыкальное сочинение — Элегию для фортепиано, а также Карл Штейн и Эрнст Штойбер.
Брат, Карл Пауль Гшпанн (1814—1856), работал музыкальным педагогом в Вене. Сын, Людвиг Гшпанн (1831—1900), также был учителем в Мистельбахе до выхода на пенсию в 1884 году. В 1958 году в честь учительской династии Гшпаннов в Мистельбахе была названа улица (нем. Gspanngasse).